# Велик Вичев
Архимандрит Велик Вичев е български католически свещеник, успенец, автор на „Книга за село Покрован“, известна още като книга за „католическия Батак“.

## Биография
Георги Йонков Вичев е роден 19 ноември 1923 г. в село Срем, днес Хасковска област. Учи в семинарията в Ямбол и от 1936 г. до 1939 г. във френския колеж „Свети Августин“ в Пловдив. Отдава военната си служба от ноември 1944 г. до януари 1947 г. след което му е отказана изходна виза да продължи богословското си образувание във Франция или Италия. Поради това започва да се обучава в България първоначално при двамата си чичовци – проф.Камен Вичев и архимандрит Иван Вичев.
На 6 април 1952 г., Георги Вичев е ръкоположен свещеник по славянски ритуал от архиепископ Кирил Куртев. След 1952 г. отците-успенци, при които се е подготвял са в затвора и поради това той продължава самостоятелно подготовката си по теология. От 1952 до 1958 г., отец Георги е помощник в енорията „Възнесение Господне“ в Пловдив. През 1958 г. той е назначен за свещеник в катедралата „Успение Богородично“ в София. По време на честване на 100-годишнината от основаване на източната католическа църква в България през 1960 г. отец Вичев подготвя беседа за историята на църквата и заедно с епископ Кирил Куртев откриват паметна плоча в преддверието на храма.
От 1964 г. до 1975 г. е свещеник в енорията „Успение Богородично“ в Покрован в Родопите. Отец Вичев събира документи и свидетелства за живота в енорията, които са включени в издадената през 2009 г. „Книга за село Покрован“.

На 20 декември 1973 епископ Методий Стратиев приема отец Георги Вичев в лоното на успенците и той приема името Велик и званието архимандрит. След 1975 г. работи отново в енорията в Пловдив.
Архимандрит Велик Вичев умира на 12 януари 1985 г.